# زنبق تایوانی
زنبق تایوانی (نام علمی: Iris formosana) نام یک گونه از سرده زنبق است.